# Erythrolamprus pseudocorallus
Erythrolamprus pseudocorallus — вид змій родини полозових (Colubridae). Мешкає в Колумбії і Венесуелі.

## Поширення і екологія
Erythrolamprus pseudocorallus мешкають на сході Колумбії, зокрема в горах Центрального і Східного хребтів Колумбійських Анд, а також на заході Венесуели, в передгір'ях гір Сьєрра-де-Періха. Вони живуть у рівнинних і гірських тропічних лісах та в хмарних лісах, на висоті від 100 до 2300 м над рівнем моря.